# Álex Delgado
Alexander Delgado (Palmarejo, Zulia, Venezuela, 11 de enero de 1971) es un beisbolista venezolano que juega en la posición de receptor (cácher). En la Major League Baseball, jugó para el Boston Red Sox. Lanza y batea con la mano derecha.
En su única temporada, Delgado tuvo un promedio de.250 (5-de-20) con un RBI y cinco carreras, sin carreras locales en 26 partidos jugados.
Alex Delgado es un jugador veterano y único en La LVBP Con 11 Anillos de Campeonato. El bien apodado "Señor de los anillos" fue dejado libre por los bengalíes en la 2010 - 2011 y fue tomado por Cardenales de Lara, donde un año más tarde recibiría una oferta para ser parte del cuerpo técnico como entrenador del equipo.
Militó en los siguientes equipos:
- Águilas del Zulia
- Caribes de Oriente (en calidad de préstamo)
- Cardenales de Lara
- Tigres de Aragua. En este último equipo logró 5 campeonatos en 6 finales consecutivas.

- Datos: Q4716905